# Departamento Nueve de Julio (Chaco)
Nueve de Julio es uno de los 25 departamentos en los que se divide la provincia del Chaco, Argentina.

## Superficie y límites
El departamento tiene una superficie de 2.097 km² y limita al norte con los departamentos Almirante Brown y General Belgrano, al este con el departament O´Higgins, al sur con el departamento Chacabuco y al oeste con la provincia de Santiago del Estero.

## Clima
El departamento se encuentra dentro de la zona tropical con estación seca. La temperatura media anual es de 21 °C, con una media mayor a 25 °C en el verano y una media mayor a 10 °C en el invierno.
Las precipitaciones se concentran mucho en el verano, dando lugar a la estación seca con escasas precipitaciones en el invierno, con un promedio anual de aproximadamente 950 mm.
Suele caer granizo (aunque no es zona apta para dicho fenómeno).

## Población
De acuerdo al Censo 2010, vivían 30.153 personas en todo el departamento. Esta cifra lo ubica como el 9.º departamento más poblado de la provincia.

## Cultura y sociedad
La gran mayoría de los habitantes del departamento descienden de un heterogéneo grupo de inmigrantes de distintas nacionalidades. Es una de las regiones chaqueñas con mayor cantidad de colectividades, entre las que destacan: alemanes, búlgaros, checos, croatas, españoles, franceses, griegos, húngaros, italianos, lituanos, paraguayos, polacos, serbios, sirio-libaneses y ucranianos. Además de las poblaciones indígenas locales.